# Taxonomía de Gastropoda (Ponder & Lindberg, 1997)
La taxonomía de los gasterópodos, en la revisión de 
W.F. Ponder y D.R. Lindberg (1997),
es una taxonomía de la clase Gastropoda 
dentro del filo de los moluscos.
La taxonomía de Ponder y Lindberg (1997) no clasifica todas las categorías de la clase Gastropoda, sino que introduce categorías solamente hasta el nivel de familias.
Los criterios para la definición de las categorías todavía son morfológicos.  
Es decir, los criterios se basan en características anatómicas y fisiológicas, pero no en criterios genéticos como resultados de investigaciones y comparaciones a base de análisis de ADN o ARN.
Hasta 1997 la taxonomía aceptada fue la de J. Thiele. Siguiendo las ideas de H. Milne Edwards, la taxonomía de Thiele todavía divide la clase Gastropoda en las tres subclases Prosobranchia - Opisthobranchia - Pulmonata. Sin embargo, resultados de investigación hace años ya habían indicado que la taxonomía de J. Thiele no era monofilética - no todos los miembros de sus subtaxa representaban la filogenia de sus familias correctamente. Por ejemplo, desde los años 1960 se suponía la polifilia de las 
Prosobranchia, algo que fue confirmado en los años 1990. Además, la introducción del taxón Allogastropoda por G. Haszprunar (1985) propuso una revaluación de los relaciones entre los Heterobranchia e inició una serie de investigaciones sobre la monofilia de los taxa 
Opisthobranchia, Pulmonata y Eurthyneura. 
Por sus resultados, W.F. Ponder y D.R. Lindberg 
introdujeron en 1996 dos taxa nuevas, los Eogastropoda y los Orthogastropoda, con lo que propusieron la sustitución de la trisección clásica por una bisección nueva. La bisección resolvió el problema de la monofilia de los Prosobranchia al dividirla y repartirla entre Eogastropoda y Orthogastropoda. Por otra parte, elaboraron otros problemas en niveles más bajos de la jerarquía. En 1997 finalmente presentaron su investigación sobre la revisión de la taxonomía 
de los gasterópodos.
Dentro de la biología su revisión fue aceptada como un nuevo estándar. Sin embargo, su taxonomía tuvo limitaciones, y por eso fue desde el principio solamente una solución temporal. Aunque la taxonomía resolvió el problema de la monofilia de los Prosobranchia, no podía resolver todos los problemas dentro del taxón de los Heterobranchia. En particular, estudiaron solamente cuatro familias al investigar el grupo de los Euthyneura (Pulmonata + Opisthobranchia). Por ejemplo, el trabajo de B. Dayrath y S. Tillier (2000)
dedicándose a la filogenia de las familias entre las Euthyneura describe mejor sus relaciones interfamiliares. Además, los criterios de Ponder y Lindberg fueron morfológicos, 
y dichos criterios pueden fallar en describir la filogenia de animales correctamente. 
Usados adecuadamente, los métodos genéticos pueden solucionar mejor estos problemas. A partir de 2000 varios estudios, tanto trabajos morfológicos como filogenéticos, coincidieron en el rechazo de la monofilia de los Opisthobranchia y Heterostropha. 
Por lo tanto, después de ni siquiera otra decena de años, la taxonomía de W.F. Ponder y D.R. Lindberg fue remplazada por la taxonomía de P. Bouchet y J.P. Rocroi (2005).
Como nota aparte, cabe mencionar que en el sentido estricto, Ponder y Lindberg (1997) no usaron rangos linneicos en su trabajo propio. Sin embargo, sus grupos siempre fueron engastados en sistemas de taxa linneicos: en la literatura y en bases de datos taxonométricos. Un ejemplo para una taxonomía linneica basada en Ponder y Lindberg (1997) aparece abajo.

## Sistemática
- Clase Gastropoda G. Cuvier, 1797
  - Incertæ sedis
    - Orden      † Bellerophontinaka
    - Orden      † Mimospirina

  - Subclase Eogastropoda W.F. Ponder & D.R. Lindberg, 1996
    - Orden      † Euomphalida L.G. de Koninck, 1881
      - Superfamilia Macluritoidea
      - Superfamilia Euomphaloidea
      - Superfamilia Platyceratoidea

    - Orden Patellogastropoda D.R. Lindberg, 1986 Lapas en la zona intermarial en Cornwall (Reino Unido).

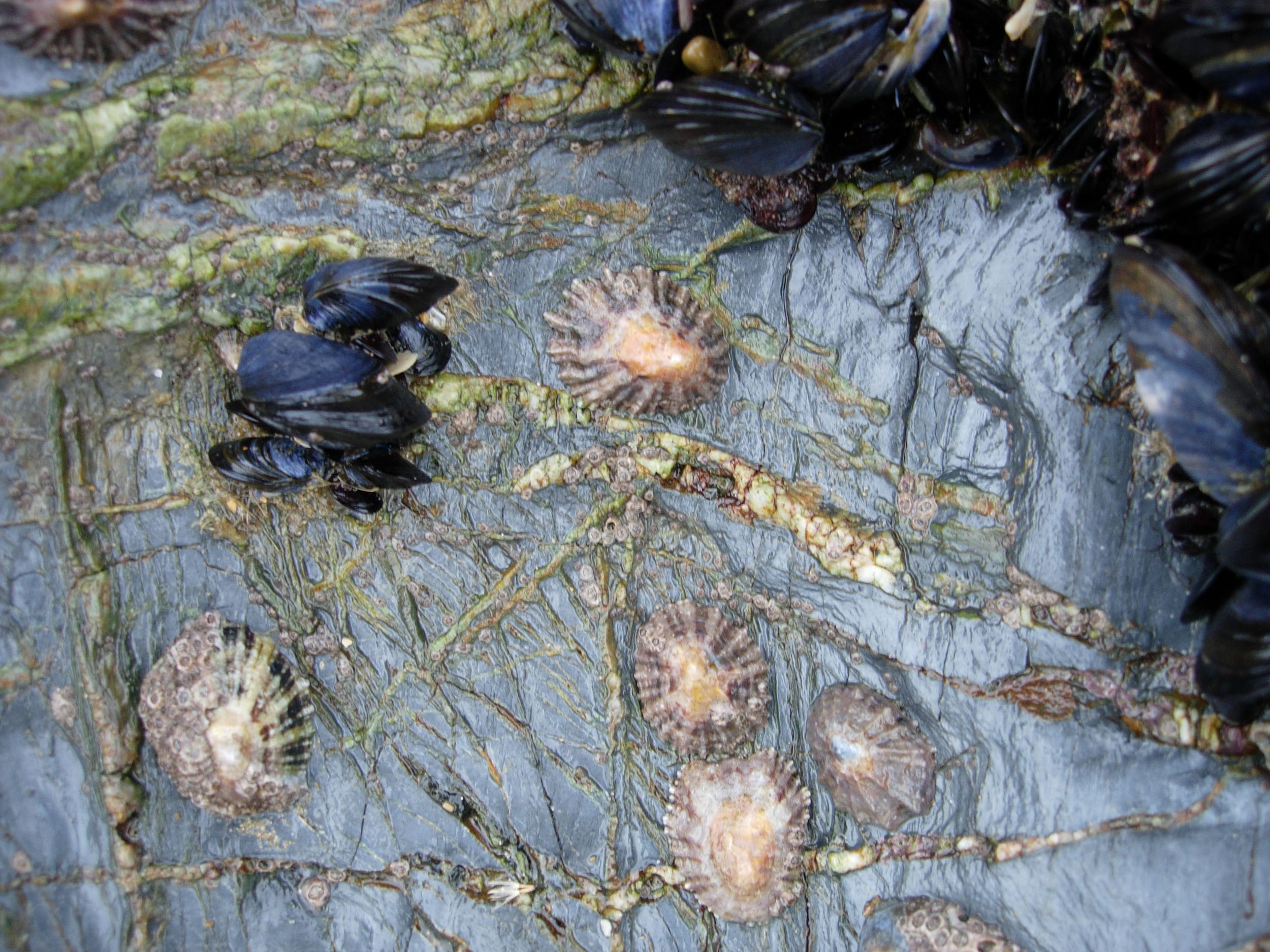
Lapas en la zona intermarial en Cornwall (Reino Unido).

      - Suborden Patellina H. von Ihering, 1876
        - Superfamilia Patelloidea C.R. Rafinesque, 1815

      - Suborden Nacellina D.R. Lindberg, 1988
        - Superfamilia Acmaeoidea P.P. Carpenter, 1857
        - Superfamilia Nacelloidea J. Thiele, 1891

      - Suborden Lepetopsina J.H. McLean, 1990
        - Superfamilia Lepetopsoidea J.H. McLean, 1990

  - Subclase Orthogastropoda W.F. Ponder & D.R. Lindberg, 1996
    - Incertæ sedis
      - Orden      † Murchisoniina Cox & Knight, 1960
        - Superfamilia Murchisonioidea Koken, 1889
        - Superfamilia Loxonematoidea Koken, 1889
        - Superfamilia Lophospiroidea Wenz, 1938
        - Superfamilia Straparollinoidea

      - Grade Subulitoidea G. Lindström, 1884

    - Superorden Cocculiniformia G. Haszprunar, 1987
      - Superfamilia Cocculinoidea W.H. Dall, 1882
      - Superfamilia Lepetelloidea W.H. Dall, 1882

    - Superorden   "Hot Vent Taxa" W.F. Ponder & D.R. Lindberg, 1997
      - Orden Neomphaloida Sitnikova & Ya.I. Starobogatov, 1983
        - Superfamilia Neomphaloidea J.H. McLean, 1981
        - Superfamilia Peltospiroidea J.H. McLean, 1989

    - Superorden Vetigastropoda L. Salvini-Plawen, 1989 Un Archaeogastropoda del Plioceno, en Chipre. Un fósil de gusano serpúlido aparece pegado al fósil primario.

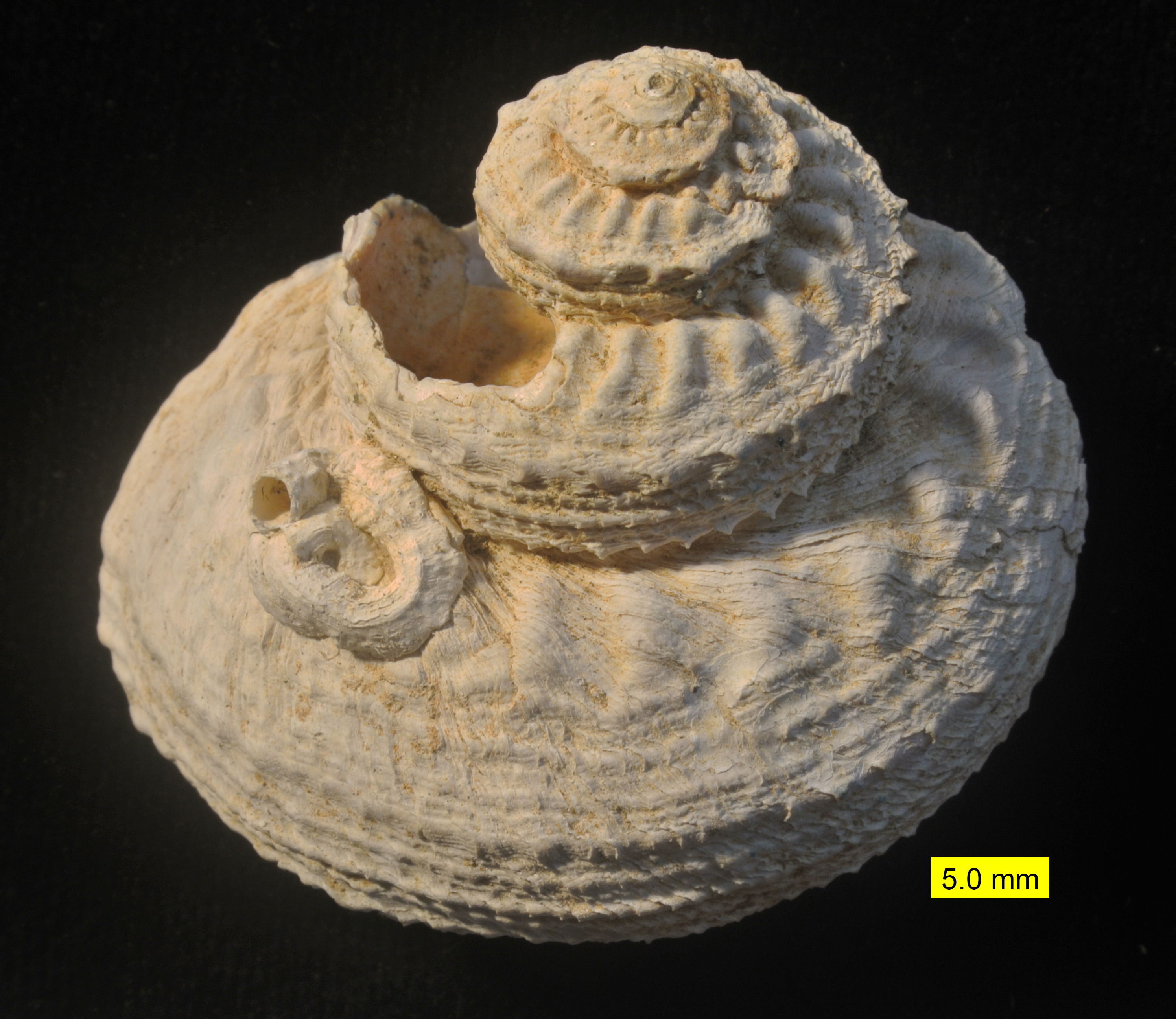
Un Archaeogastropoda del Plioceno, en Chipre. Un fósil de gusano serpúlido aparece pegado al fósil primario.

      - Superfamilia Fissurelloidea J. Fleming, 1822
      - Superfamilia Haliotoidea C.R. Rafinesque, 1815
      - Superfamilia Lepetodriloidea J.H. McLean, 1988
      - Superfamilia Pleurotomarioidea Swainson, 1840
      - Superfamilia Seguenzioidea A.E. Verrill, 1884
      - Superfamilia Trochoidea Rafinesque, 1815

    - Superorden Neritaemorphi Koken, 1896
      - Orden      † Cyrtoneritomorpha
      - Orden Neritopsina Cox & Knight, 1960
        - Superfamilia Neritoidea J.-P. Lamarck, 1809

    - Superorden Caenogastropoda Cox, 1960
      - Orden Architaenioglossa Haller, 1890
        - Superfamilia Ampullarioidea J.E. Gray, 1824
        - Superfamilia Cyclophoroidea J.E. Gray, 1847

      - Orden Sorbeoconcha W.F. Ponder & D.R. Lindberg, 1997
        - Suborden Discopoda P.H. Fischer, 1884
          - Superfamilia Campaniloidea Douvillé, 1904
          - Superfamilia Cerithioidea A.E. d'Férussac, 1822

        - Suborden Hypsogastropoda W.F. Ponder & W.F. Lindberg, 1997
          - Infraorden Littorinimorpha A.N. Golikov & Ya.I. Starobogatov, 1975
            - Superfamilia Calyptraeoidea J.-P. Lamarck, 1809
            - Superfamilia Capuloidea J. Fleming, 1822
            - Superfamilia Carinarioidea H.M.D. de Blainville, 1818 (früher Heteropoda)
            - Superfamilia Cingulopsoidea V. Fretter & Patil, 1958
            - Superfamilia Cypraeoidea C.S. Rafinesque, 1815
            - Superfamilia Ficoidea Meek, 1864
            - Superfamilia Laubierinoidea A. Warén & P. Bouchet, 1990
            - Superfamilia Littorinoidea , 1834
            - Superfamilia Naticoidea Forbes, 1838
            - Superfamilia Rissooidea J.E. Gray, 1847
            - Superfamilia Stromboidea C.S. Rafinesque, 1815
            - Superfamilia Tonnoidea H. Suter, 1913
            - Superfamilia Trivioidea F.H. Troschel, 1863
            - Superfamilia Vanikoroidea J.E. Gray, 1840
            - Superfamilia Velutinoidea J.E. Gray, 1840
            - Superfamilia Vermetoidea C.S. Rafinesque, 1815
            - Superfamilia Xenophoroidea F.H. Troschel, 1852

          - Infraorden Ptenoglossa J.E. Gray, 1853
            - Superfamilia Eulimoidea R.A. Philippi, 1853
            - Superfamilia Janthinoidea J.-P. Lamarck, 1812
            - Superfamilia Triphoroidea J.E. Gray, 1847

          - Infraorden Neogastropoda J. Thiele, 1929
            - Superfamilia Buccinoidea
            - Superfamilia Cancellarioidea Forbes & Hanley, 1851
            - Superfamilia Conoidea C.S. Rafinesque, 1815
            - Superfamilia Muricoidea C.S. Rafinesque, 1815

    - Superorden Heterobranchia J.E. Gray, 1840
      - Orden Heterostropha P.H. Fischer, 1885
        - Superfamilia Architectonicoidea J.E. Gray, 1840
        - Superfamilia † Nerineoidea K.A. von Zittel, 1873
        - Superfamilia Omalogyroidea G.O. Sars, 1878
        - Superfamilia Pyramidelloidea J.E. Gray, 1840
        - Superfamilia Rissoelloidea J.E. Gray, 1850
        - Superfamilia Valvatoidea J.E. Gray, 1840

      - Orden Opisthobranchia H. Milne Edwards, 1848
        - Suborden Cephalaspidea P.H. Fischer, 1883
          - Superfamilia Acteonoidea A. d'Orbigny, 1835
          - Superfamilia Bulloidea J.-P. Lamarck, 1801
          - Superfamilia Cylindrobulloidea J. Thiele, 1931
          - Superfamilia Diaphanoidea N.H. Odhner, 1914
          - Superfamilia Haminoeoidea H.A. Pilsbry, 1895
          - Superfamilia Philinoidea J.E. Gray, 1850
          - Superfamilia Ringiculoidea R.A. Philippi, 1853

        - Suborden Sacoglossa H. von Ihering, 1876
          - Superfamilia Oxynooidea H. Adams & A. Adams, 1854

        - Suborden Anaspidea P.H. Fischer, 1883 
          - Superfamilia Akeroidea H.A. Pilsbry, 1893
          - Superfamilia Aplysioidea J.-P. Lamarck, 1809

        - Suborden Notaspidea P.H. Fischer, 1883
          - Superfamilia Tylodinoidea J.E. Gray, 1847
          - Superfamilia Pleurobranchoidea A.E. d'Férussac, 1822

        - Suborden Thecosomata H.D.M. de Blainville, 1824
          - Infraorden Euthecosomata
            - Superfamilia Limacinoidea
            - Superfamilia Cavolinioidea

          - Infraorden Pseudothecosomata
            - Superfamilia Peraclidoidea
            - Superfamilia Cymbulioidea

        - Suborden Gymnosomata H.D.M. de Blainville, 1824 
          - Familia Clionidae C.R. Rafinesque, 1815
          - Familia Cliopsidae A. Costa, 1873
          - Familia Hydromylidae A. Pruvot-Fol, 1942
          - Familia Laginiopsidae A. Pruvot-Fol, 1922
          - Familia Notobranchaeidae P. Pelseneer, 1886
          - Familia Pneumodermatidae P.A. Latreille, 1825
          - Familia Thliptodontidae Kwietniewski, 1910 Cochlodina laminata (familia Clausiliidae): una pequeña pulmonata con concha levogirante en un tronco.

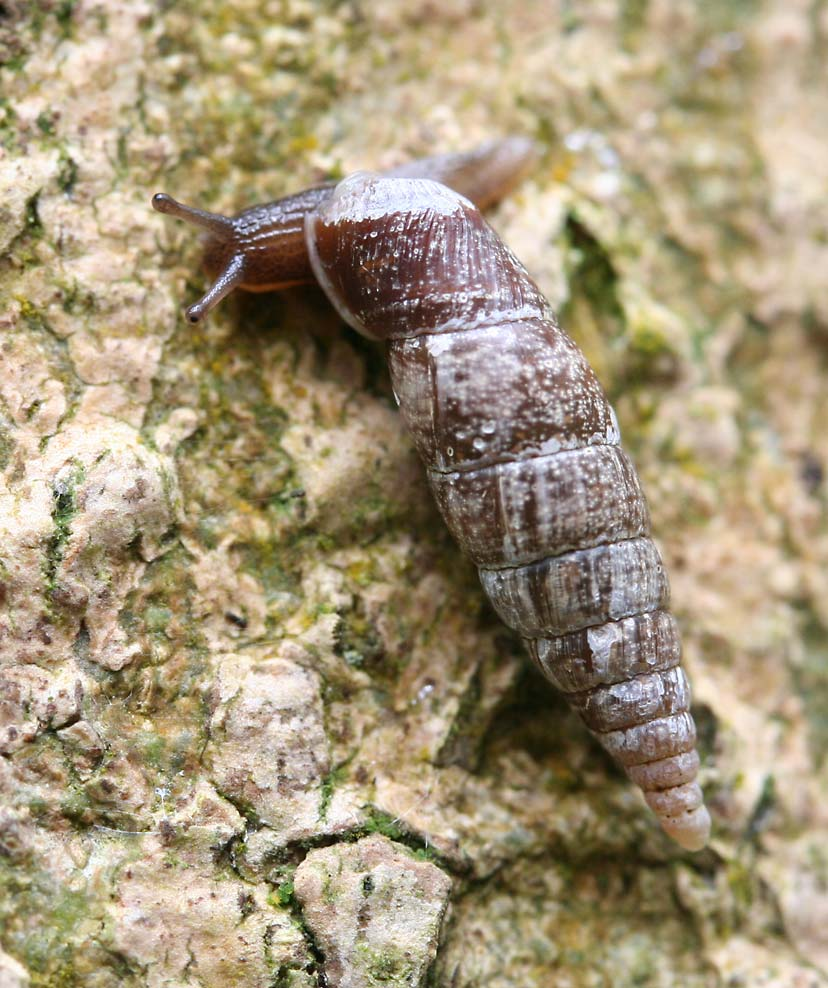
Cochlodina laminata (familia Clausiliidae): una pequeña pulmonata con concha levogirante en un tronco.

        - Suborden Nudibranchia H.D.M. de Blainville, 1814
          - Infraorden Anthobranchia A.E. d'Férussac, 1819
            - Superfamilia Doridoidea H.D.M. Rafinesque, 1815
            - Superfamilia Doridoxoidea L.S.R. Bergh, 1900
            - Superfamilia Onchidoridoidea J. Alder & A. Hancock, 1845
            - Superfamilia Polyceroidea J. Alder & A. Hancock, 1845

          - Infraorden Cladobranchia R.C. Willan & Morton, 1984
            - Superfamilia Dendronotoidea Allman, 1845
            - Superfamilia Arminoidea C.R. Rafinesque, 1814
            - Superfamilia Metarminoidea Odhner in Franc, 1968
            - Superfamilia Aeolidioidea J.E. Gray, 1827

      - Orden Pulmonata G. Cuvier in H.D.M. de Blainville, 1814
        - Suborden Systellommatophora H.A. Pilsbry, 1948
          - Superfamilia Onchidioidea C.R. Rafinesque, 1815
          - Superfamilia Otinoidea H. Adams & A. Adams, 1855
          - Superfamilia Rathouisioidea Sarasin, 1889

        - Suborden Basommatophora W.M. Keferstein, 1864 
          - Superfamilia Acroloxoidea J. Thiele, 1931
          - Superfamilia Amphiboloidea J.E. Gray, 1840
          - Superfamilia Chilinoidea H. Adams & A. Adams, 1855
          - Superfamilia Glacidorboidea W.F. Ponder, 1986
          - Superfamilia Lymnaeoidea C.R. Rafinesque, 1815
          - Superfamilia Planorboidea C.R. Rafinesque, 1815
          - Superfamilia Siphonarioidea J.E. Gray, 1840

        - Suborden Eupulmonata G. Haszprunar & G. Huber, 1990
          - Infraorden Acteophila W.H. Dall, 1885 (= Archaeopulmonata antes)
            - Superfamilia Melampoidea Stimpson, 1851

          - Infraorden Trimusculiformes Yu.S. Minichev & Ya.I. Starobogatov, 1975
            - Superfamilia Trimusculoidea Zilch, 1959

          - Infraorden Stylommatophora A. Schmidt, 1856 
            - Infrasuborden Orthurethra
              - Superfamilia Achatinelloidea Gulick, 1873
              - Superfamilia Cochlicopoidea H.A. Pilsbry, 1900
              - Superfamilia Partuloidea H.A. Pilsbry, 1900
              - Superfamilia Pupilloidea Turton, 1831

            - Infrasuborden Sigmurethra
              - Superfamilia Acavoidea H.A. Pilsbry, 1895
              - Superfamilia Achatinoidea Swainson, 1840
              - Superfamilia Aillyoidea Baker, 1960
              - Superfamilia Arionoidea J.E. Gray in Turnton, 1840
              - Superfamilia Buliminoidea Clessin, 1879
              - Superfamilia Camaenoidea H.A. Pilsbry, 1895
              - Superfamilia Clausilioidea O.A.L. Mörch, 1864
              - Superfamilia Dyakioidea Gude & Woodward, 1921
              - Superfamilia Gastrodontoidea G.W. Tryon, 1866
              - Superfamilia Helicoidea C.R. Rafinesque, 1815
              - Superfamilia Helixarionoidea Bourguignat, 1877
              - Superfamilia Limacoidea C.R. Rafinesque, 1815
              - Superfamilia Oleacinoidea H. Adams & A. Adams, 1855
              - Superfamilia Orthalicoidea Albers-Martens, 1860
              - Superfamilia Plectopylidoidea Moellendorf, 1900
              - Superfamilia Polygyroidea H.A. Pilsbry, 1894
              - Superfamilia Punctoidea Morse, 1864
              - Superfamilia Rhytidoidea H.A. Pilsbry, 1893
              - Superfamilia Sagdidoidea H.A. Pilsbry, 1895
              - Superfamilia Staffordioidea J. Thiele, 1931
              - Superfamilia Streptaxoidea J.E. Gray, 1806
              - Superfamilia Strophocheiloidea J. Thiele, 1926
              - Superfamilia Trigonochlamydoidea Hese, 1882
              - Superfamilia Zonitoidea O.A.L. Mörch, 1864
              - Superfamilia ? Athoracophoroidea P.H. Fischer, 1883 (= Tracheopulmonata)
              - Superfamilia ? Succineoidea Beck, 1837 (= Heterurethra)